# Islam Bozbayev
Islam Bozbayev (11 giugno 1991) è un judoka kazako.

## Palmarès
- Giochi asiatici

Canton 2010: bronzo nei -81kg.
- Campionati asiatici

Abu Dhabi 2011: argento nei -81kg.
Bangkok 2013: bronzo nei -90kg.
Hong Kong 2017: argento nei -90kg.
- Campionati asiatici

Fujairah 2019: bronzo nei -90kg.

### Vittorie nel circuito IJF
| Data              | Località | Paese       | Categoria  |
| ----------------- | -------- | ----------- | ---------- |
| 29 settembre 2013 | Almaty   | Kazakistan  | Gran Prix  |
| 13 marzo 2017     | Baku     | Azerbaigian | Gran Slam  |
| 21 gennaio 2018   | Tunisi   | Tunisia     | Grand Prix |